# Estadio Bicentenario Pueblo Nuevo
El estadio Bicentenario Pueblo Nuevo es un recinto deportivo de la ciudad de Temuco, Chile. Cuenta con un campo de fútbol con pasto sintético, gradas para el público, camarines, iluminación artificial, baños públicos, juegos infantiles, además de una cancha de rayuela. En él, se realizan competiciones deportivas que congregan a diferentes organizaciones y clubes. También, se llevan a cabo talleres municipales.

## Ubicación
Está ubicado en la calle Cacique Lemunao, a la altura del 2750, en el macrosector Pueblo Nuevo. Sus coordenadas son: 38° 43' 2" sur y 72° 33' 46" oeste.
Se encuentra cercano al Consultorio Pueblo Nuevo.

## Transporte

### Autobuses urbanos
- Línea 2B: Camino a Cajón-Labranza.[6][7]
- Línea 9C: Portal San Francisco-Los Trapiales.[8][9]